# Pholcus joreongensis
Pholcus joreongensis är en spindelart som beskrevs av Seo 2004. Pholcus joreongensis ingår i släktet Pholcus och familjen dallerspindlar. Inga underarter finns listade i Catalogue of Life.